# マックス・ロスタル
マックス・ロスタル（Max Rostal, 1905年8月7日 – 1991年8月6日 ）は、オーストリア帝国出身のイギリスのヴァイオリニスト・ヴァイオリン教師。

## 経歴
テシェン（現ポーランド領チェシン）出身のユダヤ人。ベルリン高等音楽院にてカール・フレッシュに学び、1928年にその助手となる。1930年から1933年までベルリン高等音楽院にてフレッシュの後任として教鞭を執ったがナチス政権の台頭によりイギリスに亡命し、1944年から1957年までロンドンのギルドホール音楽学校にて教鞭を執った。1957年から1982年までケルン音楽大学で教授を務め、また1958年からベルン音楽院でも教鞭を執る。著名な門弟にイフラ・ニーマン、エディト・パイネマン、イェニー・アベル、ウルフ・ヘルシャー、イヴリー・ギトリス、トマス・ツェートマイアー、ウート・ウーギやイゴール・オジムのほか、アマデウス弦楽四重奏団のメンバーがいる。またベルリン・フィルのコンサートマスターのトーマス・ブランディス、レオン・シュピーラー、ライナー・ゾンネ、ウィーン・フィルのコンマスのダニエル・ゲーテやバイエルン放送響のコンマスのトビアス・スタイマンスなど多く門弟がドイツ・オーストリアの主要オーケストラにて活躍している。1991年にベルンにて他界。
独墺を中心に幅広いレパートリーを誇ったがとりわけ同時代の音楽の擁護者として知られた。録音も多く、バルトークのヴァイオリン協奏曲 第2番、ショスタコーヴィチのヴァイオリン協奏曲第1番やベルクやハチャトゥリアンのヴァイオリン協奏曲、ドビュッシーの《ヴァイオリン・ソナタ》などがある。また、ディーリアスやウォルトンら同時代のイギリス音楽を世界に広めることにも関心を示し、バーナード・スティーヴンスに《ヴァイオリン協奏曲 第1番》の作曲を依嘱、これが完成すると録音した。
ロスタルが初演した作品として、アラン・ブッシュより献呈された《ヴァイオリン協奏曲》（1946年～1948年作曲、1949年初演）がある。また、ベンジャミン・フランケルからは《無伴奏ヴァイオリン・ソナタ第1番》（1942年）を献呈され、その初演の録音を遺した。
1991年に彼は若い音楽家のために三年周期で開催されるマックス・ロスタル国際ヴァイオリン・ヴィオラコンクール（ヴァイオリン、ヴィオラの二部門）をベルリンに開設した。
楽譜出版社ショットの校訂者を担当し、ピアノ・スコアの作成も受け持った。

## 著作

### 楽曲
- Studie in Quinten für Violine und Klavier, Mainz

### 著書
- Ludwig van Beethoven: Die Sonaten für Klavier und Violin, Mainz 1981/1991
- Handbuch zum Geigenspiel: ein begleitender Ratgeber für Ausbildung und Beruf, Bern 1997
- Violin-Schlüssel-Erlebnise: Erinnerungen, Berlin 2007

### 楽譜校訂(運指・運弓)
ヴァイオリン
- Bach, Johann Sebastian: Sonaten und Partiten BWV 1001-1006, Leipzig 1982
- Beethoven, Ludwig van: Sonaten, München 1978
- Beethoven, Ludwig van: Romanzen Nr. 1 and 2, Mainz
- Beethoven, Ludwig van: Violinkonzert, Mainz 1971
- Berkeley, Lennox: Sonatina for Violin and Piano (1942), London 1945
- Biber, Heinrich Ignaz Franz von: Passacaglia für Violine allein, London 1951, Bern 1984
- Bruch, Max: Schottische Fantasie Es-dur, 1993 Mainz
- Mozart, Wolfgang Amadeus: Violinkonzert KV 218, Mainz 1967
- Mozart, Wolfgang Amadeus: Violinkonzert KV 219, Mainz 1961
- Mozart, Wolfgang Amadeus: Adagio KV 261, Mainz 1964
- Mozart, Wolfgang Amadeus: Rondo KV 373, Mainz 1975
- Schubert, Franz: Rondo A-dur D 438, Mainz 1964
- Schubert, Franz: Sonate A-dur D 574, München 1976
- Schubert, Franz: Rondo h-moll D895, München 1976
- Schubert, Franz: Fantasie C-dur D 934, München 1976
- Tartini, Giuseppe: Konzert für Violine, Streicher und Bc g-moll D 86, Köln 1976/Wiesbaden 1980
- Tschaikowsky, Peter: Konzert für Violine und Orchester, Mainz 1973
- Weber, Carl Maria von: Rondo Brillant op. 62, Berlin 1930/1985
- Wieniawski, Henryk: L'École moderne op. 10, Bern 1991
- Wieniawski, Henryk: Le Sautelle, London
- Flesch, Carl: Das Skalensystem, Berlin 1987
- Dont, Jacob: Etüden und Capricen op. 35, Mainz 1971
- Rode, Pierre: 24 Capricen, Mainz 1974

ヴィオラ
- Schubert, Franz: Arpeggione für Viola und Klavier a-moll D821, Mainz 1998
- Schumann, Robert: Intermezzo für Viola and Piano, London
- Dont, Jacob: Etüden und Capricen op. 35, Mainz 1971
- Flesch, Urstudien Grundstudien für Viola, Berlin 1990
- Rode, Pierre: 24 Capricen, Mainz

## 参考資料
- Gries, Peter: Max Rostal, Künstler und Lehrer: Ein Beitrag zu einer Theorie instrumentalpädagogischer Professionalität, Bern 2012 ISBN 978-3-905760-07-1
- Rostal, Max; Horace and Anna Rosenberg, translators, Foreword by the Amadeus Quartet. With a Pianist's Postscript by Günter Ludwig and a History of Performance Practice by Paul Rolland (1985). Beethoven: The Sonatas for Piano and Violin: thoughts on their interpretation. London: Toccata Press. ISBN 0-907689-06-X

## リンク
マックス・ロスタルの楽譜一覧